# Notyst Dolny
Notyst Dolny [ˈnɔtɨst ˈdɔlnɨ] ist ein Ort in der polnischen Woiwodschaft Ermland-Masuren, der zur Gmina Mrągowo (Landgemeinde Sensburg) im Powiat Mrągowski (Kreis Sensburg) gehört.

## Geographische Lage
Die Siedlung (polnisch osada) Notyst Dolny liegt zwischen Użranki (Königshöhe) und Notyst Mały (Klein Notisten) in der östlichen Mitte der Woiwodschaft Ermland-Masuren. Die Kreisstadt Mrągowo (Sensburg) liegt acht Kilometer in südwestlicher Richtung.

## Geschichte
Über die Geschichte von Notyst Dolny vor 1945 ist nichts bekannt, auch nicht ein deutscher Name.
Notyst Dolny gehört zum Schulzenamt (polnisch sołectwo) Notyst Mały (Klein Notisten), in das auch Notyst Wielki (Groß Notisten) eingegliedert ist. Damit ist es eine Ortschaft im Verbund der Gmina Mrągowo (Landgemeinde Sensburg) im Powiat Mrągowski (Kreis Sensburg), vor 1998 der Woiwodschaft Olsztyn, seither der Woiwodschaft Ermland-Masuren zugehörig.

## Religion
Kirchlich ist Notyst Dolny sowohl evangelischer- als auch katholischerseits nach Użranki (Königshöhe) orientiert, wo die einst evangelische Pfarrkirche jetzt katholisches Eigentum ist, während die evangelischen Kirchenglieder eine eigene Gemeinde bilden, die jedoch der Pfarrkirche in Mrągowo untersteht.

## Verkehr
Notyst Dolny ist über eine Nebenstraße von Użranki aus zu erreichen, das seinerseits über Muntowo (Muntowen, 1938 bis 1945 Muntau) und Zalec (Salza) mit der polnischen Landesstraße DK 59 (einstige deutsche Reichsstraße 140) verbunden ist.